# پیش‌میمونان

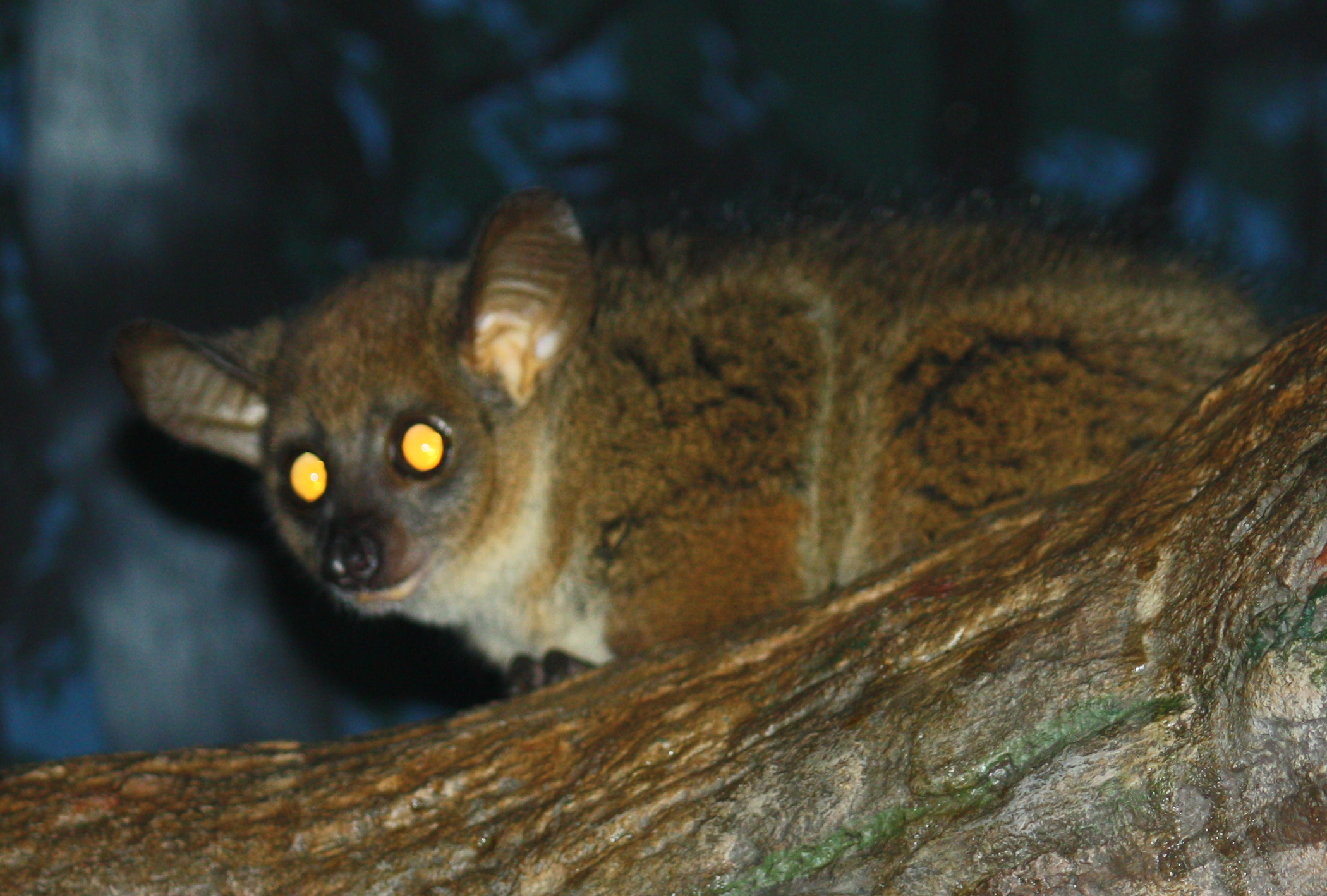
پیش‌میمون‌هایی همچون این شب‌دوست دارای پرده درخشانی در چشمان خود هستند که در شب به هنگام برخورد نور، روشن به نظر می‌رسند.

پیش‌میمون‌ها گروهی از نخستی‌ها هستند که شامل لمورها، چشم‌گرد‌ها، و شب‌دوست‌ها می‌شوند، اما دیگر نخستی‌های «پیشرفته‌تر» همچون کپی‌ها و میمون‌ها را در بر نمی‌گیرند. خط فرگشتی این جانوران در ۵۵ تا ۳۵ میلیون سال پیش از دیگر نخستی‌ها جدا شد و از آن هنگام تاکنون، پیش‌میمون‌ها شباهت خود به نخستین سنگواره‌های نخستیان در دوره ائوسن را حفظ کرده‌اند. به همین دلیل، این جانوران اغلب ابتدائی‌تر از دیگر نخستیان در نظر گرفته می‌شوند.
پیش‌میمون‌ها تنها نخستی‌های ساکن ماداگاسکار هستند ولی در آفریقا و آسیا نیز زندگی می‌کنند. از آنجا که میمونان جزئی از گروه پیش‌میمون‌ها به شمار نمی‌روند – حتا اگرچه آن‌ها نیز از نزدیک‌ترین نسب مشترک پیش‌میمون‌ها  جدا شده‌اند – پیش‌میمون‌ها گروهی نافراگیر در نظر گرفته می‌شوند و نه یک کلاد.